# Discoplana inquieta
Discoplana inquieta is een soort in de taxonomische indeling van de platwormen (Platyhelminthes). De worm is tweeslachtig en kan zowel mannelijke als vrouwelijke geslachtscellen produceren. De soort leeft in zeer vochtige omstandigheden. 
De platworm komt uit het geslacht Discoplana. Discoplana inquieta werd in 1913 beschreven door Heath & McGregor.